# Ginnastica ai Giochi della XXXII Olimpiade - Concorso a squadre femminile
Il concorso a squadre femminile di ginnastica artistica ai Giochi di Tokyo 2020 si è svolto all'Ariake Gymnastics Centre il 27 luglio 2021. Hanno acquisito il diritto di partecipare alla gara le squadre che si sono classificate tra le prime otto posizioni durante le qualificazioni. Al contrario della giornata di qualificazione, in questa competizione vale il modulo 4-3-3: partecipano quindi quattro ginnaste per nazione, tre salgono su ogni attrezzo e vengono conteggiati tutti i risultati.

## Squadre vincitrici
| Oro                                                                             | Argento                                                          | Bronzo                                                                        |
| ROC Lilija Achaimova Viktorija Listunova Angelina Mel'nikova Vladislava Urazova | Stati Uniti Simone Biles Jordan Chiles Sunisa Lee Grace McCallum | Gran Bretagna Jennifer Gadirova Jessica Gadirova Alice Kinsella Amelie Morgan |

## Qualificazioni
| Pos. | Nazione       | Ginnasti                                                                       | Punteggio |
| ---- | ------------- | ------------------------------------------------------------------------------ | --------- |
| 1    | ROC           | Lilija Achaimova, Viktorija Listunova, Angelina Mel'nikova, Vladislava Urazova | 171.629   |
| 2    | Stati Uniti   | Simone Biles, Jordan Chiles, Sunisa Lee, Grace McCallum                        | 170.562   |
| 3    | Cina          | Lu Yufei, Ou Yushan, Tang Xijing, Zhang Jin                                    | 166.863   |
| 4    | Francia       | Marine Boyer, Mélanie de Jesus dos Santos, Aline Friess, Carolann Heduit       | 164.561   |
| 5    | Belgio        | Maellyse Brassart, Nina Derwael, Lisa Vaelen, Jutta Verkest                    | 164.195   |
| 6    | Gran Bretagna | Jennifer Gadirova, Jessica Gadirova, Alice Kinsella, Amelie Morgan             | 163.396   |
| 7    | Italia        | Alice D'Amato, Asia D'Amato, Vanessa Ferrari, Martina Maggio                   | 163.330   |
| 8    | Giappone      | Hitomi Hatakeda, Yuna Hiraiwa, Mai Murakami, Aiko Sugihara                     | 162.662   |

## Risultati[1]
| Posizione | Squadra                     | Volteggio | Parallele | Trave  | Corpo Libero | Totale  |
| --------- | --------------------------- | --------- | --------- | ------ | ------------ | ------- |
| Oro       | ROC                         | 43,799    | 44,699    | 39,532 | 41,498       | 169,528 |
| Oro       | Lilija Achaimova            | 14,733    | —         | —      | —            | 169,528 |
| Oro       | Viktorija Listunova         | —         | 14,900    | 14,333 | 14,166       | 169,528 |
| Oro       | Angelina Mel'nikova         | 14,600    | 14,933    | 12,566 | 13,966       | 169,528 |
| Oro       | Vladislava Urazova          | 14,466    | 14,866    | 12,633 | 13,366       | 169,528 |
| Argento   | Stati Uniti                 | 42,732    | 43,266    | 41,232 | 38,866       | 166,096 |
| Argento   | Simone Biles                | 13,766    | —         | —      | —            | 166,096 |
| Argento   | Jordan Chiles               | 14,666    | 14,166    | 13,433 | 11,700       | 166,096 |
| Argento   | Sunisa Lee                  | —         | 15,400    | 14,133 | 13,666       | 166,096 |
| Argento   | Grace McCallum              | 14,300    | 13,700    | 13,666 | 13,500       | 166,096 |
| Bronzo    | Gran Bretagna               | 43,132    | 41,765    | 38,866 | 40,333       | 164,096 |
| Bronzo    | Jennifer Gadirova           | 14,433    | —         | 13,300 | 13,700       | 164,096 |
| Bronzo    | Jessica Gadirova            | 14,433    | 13,566    | —      | 13,833       | 164,096 |
| Bronzo    | Alice Kinsella              | 14,266    | 14,166    | 13,333 | 12,800       | 164,096 |
| Bronzo    | Amelie Morgan               | —         | 14,033    | 12,233 | —            | 164,096 |
| 4         | Italia                      | 42,665    | 41,499    | 39,108 | 40,366       | 163,638 |
| 4         | Alice D'Amato               | 14,166    | 14,166    | 13,133 | 13,100       | 163,638 |
| 4         | Asia D'Amato                | 14,266    | 13,900    | 12,900 | 13,166       | 163,638 |
| 4         | Vanessa Ferrari             | 14,233    | —         | —      | 14,100       | 163,638 |
| 4         | Martina Maggio              | —         | 13,433    | 13,075 | —            | 163,638 |
| 5         | Giappone                    | 42,349    | 40,133    | 40,732 | 40,066       | 163,280 |
| 5         | Hitomi Hatakeda             | —         | 14,100    | 13,333 | 12,800       | 163,280 |
| 5         | Yuna Hiraiwa                | 13,900    | —         | 13,566 | —            | 163,280 |
| 5         | Mai Murakami                | 14,266    | 12,700    | 13,833 | 14,066       | 163,280 |
| 5         | Aiko Sugihara               | 14,183    | 13,333    | —      | 13,200       | 163,280 |
| 6         | Francia                     | 43,600    | 41,399    | 38,465 | 39,800       | 163,264 |
| 6         | Marine Boyer                | —         | —         | 12,066 | 13,000       | 163,264 |
| 6         | Mélanie de Jesus dos Santos | 14,500    | 14,200    | 13,566 | 13,700       | 163,264 |
| 6         | Aline Friess                | 14,900    | 13,733    | —      | —            | 163,264 |
| 6         | Carolann Heduit             | 14,200    | 13,466    | 12,833 | 13,100       | 163,264 |
| 7         | Cina                        | 39,366    | 41,066    | 41,599 | 39,165       | 161,196 |
| 7         | Lu Yufei                    | —         | 13,333    | 13,966 | 13,166       | 161,196 |
| 7         | Ou Yushan                   | 12,700    | 13,233    | —      | —            | 161,196 |
| 7         | Tang Xijing                 | 12,600    | 14,500    | 13,733 | 12,866       | 161,196 |
| 7         | Zhang Jin                   | 14,066    | —         | 13,900 | 13,133       | 161,196 |
| 8         | Belgio                      | 41,732    | 41,632    | 36,999 | 39,332       | 159,695 |
| 8         | Maellyse Brassart           | 14,033    | —         | 10,933 | —            | 159,695 |
| 8         | Nina Derwael                | —         | 15,400    | 13,866 | 13,366       | 159,695 |
| 8         | Lisa Vaelen                 | 14,233    | 13,766    | —      | 12,900       | 159,695 |
| 8         | Jutta Verkest               | 13,466    | 12,466    | 12,200 | 13,066       | 159,695 |